# Nguyễn Phúc Ưng Huy
Nguyễn Phúc Ưng Huy (chữ Hán: 阮福膺䘗; 14 tháng 2 năm 1866 – 9 tháng 6 năm 1927) là quan lại, tôn thất nhà Nguyễn và là con trai thứ bảy của Gia Hưng vương Nguyễn Phúc Hồng Hưu.

## Tiểu sử
Nguyễn Phúc Ưng Huy sinh ngày 29 tháng Chạp năm Tự Đức thứ 18 (ngày 14 tháng 2 năm 1866).
Kiến Phúc nguyên niên (1884), phụ thân là Nguyễn Phúc Hồng Hưu bị vu tội tiết lộ cơ mật quân sự, dẫn đến tước phong bị phế bỏ. Do vậy, ông và sáu anh em khác đều bị tước bỏ hoàng vị, giáng cấp xuống hàng tôn thất, đổi tên thành Tôn Thất Huy, phải an trí ở nhiều nơi. Năm thứ hai (1885), vua Đồng Khánh lên ngôi bèn phục chức cho Nguyễn Phúc Hồng Hưu, truy phong tước Gia Hưng quận công, anh em Ưng Huy cũng được khôi phục hoàng vị và tập tước Gia Hưng huyện hầu. Năm Thành Thái thứ hai (1890), do vua Thành Thái truy phong phụ thân làm Gia Hưng quận vương, bản thân ông được phong Gia Hưng quận công theo quy định. Về sau triều đình bổ nhiệm ông làm Tả tôn khanh thuộc Tôn nhân phủ.
Năm Khải Định thứ năm (1920), ông lấy danh phận Tả tôn khanh được bổ chức và kiêm nhiệm Tôn nhân phủ Vụ đại thần, ban tước hiệu Hiệp biện Đại học sĩ, rồi sau gia hàm Thái tử Thiếu bảo. Năm Khải Định thứ bảy (1922), ông từ quan về hưu. Năm Bảo Đại thứ hai (ngày 9 tháng 6 năm 1927), Ưng Huy qua đời và được chôn cất tại xã Dương Xuân Thượng, tổng Cư Chính, huyện Hương Thủy, phủ Thừa Thiên.

## Gia đình
Ông có người con tên là Nguyễn Phúc Bửu Trưng được thừa hưởng tước vị Gia Hưng quận công với ba đứa cháu:
- Cháu trai Nguyễn Phúc Vĩnh Thọ (1915 – 2009): Cựu Đại sứ Việt Nam Cộng hòa tại Nhật Bản.[3]
- Cháu trai Nguyễn Phúc Vĩnh Lộc (1923 – 2009): Trung tướng Quân lực Việt Nam Cộng hòa.
- Cháu trai Nguyễn Phúc Vĩnh Biểu (1929 – 2001): Đại tá Quân lực Việt Nam Cộng hòa.[4]